# Ramon Porqueras
Ramon Porqueras (Barcelona 1925 - Sarcelles, França 2007) fou un sindicalista de la UGT actiu durant el franquisme. Als 15 anys comença a treballar al banc Hispano-Americano i s'afilia al Moviment Socialista de Catalunya (MSC). L'any 1947, ell i onze companys més, constitueixen clandestinament el sindicat de banca de la UGT de Catalunya on, el 1951, n'és elegit secretari general. Es dedica a impulsar i reorganitzar el sindicat malgrat les "caigudes" que pateixen tant el sindicat com el partit. Esdevé un dels principals impulsors de la Vaga de tramvies (1951). Detingut el 1953, en saber a través del seu advocat, Joan Reventós, que el fiscal li demana 21 anys de presó, marxa a França i reconstrueix el Secretariat de Catalunya de la UGT a l'exili el 1957. Va morir al seu domicili de Sarcelles (França) l'any 2007.